# Rafaël Dias
Rafaël Marques Dias Brito, communément appelé Rafaël Dias, né le 29 janvier 1991 à Covilhã (Portugal), est un footballeur franco-portugais évoluant au poste de milieu offensif au Besançon Football et pouvant également jouer au poste d'attaquant. Il est le fils de Quim Brito, ancien joueur du SC Covilhã, ainsi que le neveu de l'ancien international portugais César Brito.

## Biographie

### Les débuts
Rafaël Dias commence sa carrière de footballeur au FC 4 Rivières 70, un club amateur situé à Dampierre-sur-Salon dans le département de la Haute-Saône (Franche-Comté). Il passe sept ans au club et, en 2003, il intègre le centre de formation du FC Sochaux-Montbéliard. En 2006 il fait partie de la sélection des 14 ans de la Ligue de Franche-Comté.
Le 4 avril 2010, lors d'un quart de finale de Coupe Gambardella face au Toulouse FC, Rafaël Dias réalise un doublé, en transformant dans un premier temps un penalty, puis en marquant sur une merveille en pleine lucarne à la suite d'un coup franc bien placé, laissant bouche bée le portier toulousain. Il contribue ainsi grandement à la qualification de son équipe pour les demi-finales.
Il fait sa première apparition dans le groupe professionnel du FC Sochaux-Montbéliard pour le déplacement à Marseille le 7 avril 2010, en match en retard de la 14e journée de Ligue 1. Il entre en jeu sur la pelouse du Stade Vélodrome à un quart d'heure du terme de la rencontre.
Le 18 avril 2010, Rafaël Dias réalise un doublé lors de la demi-finale de Coupe Gambardella face au FC Nantes. Il réédite sa performance lors du précédent quart de finale, en transformant à la septième minute de jeu un coup franc depuis 25 mètres, puis un penalty à la 60e minute. Il confirme ainsi ses qualités d'excellent tireur de coup de pied arrêté.

### Professionnalisme
Réalisant jusque-là de courtes apparitions en Ligue 1 en fin de match, Rafael Dias s'illustre le 1er décembre 2012 face aux Girondins de Bordeaux. Alors que son équipe est menée 2-1, il entre à la 83e minute de jeu et délivre un coup-franc de 25 mètres qui trompe le portier adverse. Il inscrit son premier but au niveau professionnel avec le FC Sochaux.
Pour se donner du temps de jeu, il est prêté à l'AC Arles-Avignon le 20 janvier 2014 pour six mois. En terres provençales, Rafaël devient rapidement titulaire et se perfectionne dans l'exercice des coups francs. En effet, il égalise sur coup de pied arrêté, à la 86e minute lors de la rencontre face à Nancy le 7 mars 2014, et marque ainsi son deuxième but au niveau professionnel. Malheureusement, son équipe s'incline finalement 2 à 1. Les semaines suivantes, le franco-portugais est tout proche d'inscrire son troisième but sur coup-franc mais trouve le poteau, contre Dijon et Angers.
Indésirable à Sochaux à la suite de la relégation de son club en Ligue 2, il s'engage le 1er septembre avec l'US Créteil-Lusitanos. En octobre 2016 il s'engage avec le Racing Besançon club entraîné par Michaël Isabey.

### Carrière internationale
Rafaël Dias possède la double nationalité franco-portugaise, faisant ainsi de lui le droit de représenter à la fois le Portugal et la France au niveau international. À l'âge de 14 ans, il représente la France en intégrant l'équipe des moins de 15 ans. L'année suivante, il est appelé pour intégrer l'équipe des moins de 16 ans entraînée par Francis Smerecki. Il apparaît lors de deux matchs amicaux contre notamment la Pologne en mars 2007. En dépit d'un talent évident, il renonce à l'intérêt du FC Barcelone en invoquant sa fidélité aux valeurs familiales du FC Sochaux-Montbéliard[réf. nécessaire].
En 2011, Rafaël Dias annonce son intention de représenter le Portugal au niveau international, qui compte dans ses rangs son modèle, Cristiano Ronaldo. Sélectionné pour intégrer l'équipe de France des moins de 20 ans, il décline finalement cette invitation pour jouer sous les couleurs de son pays d'origine. Ainsi, il est sélectionné en vue de rejoindre l'équipe des moins de 20 ans du Portugal. Le 7 octobre 2010, il fait ses débuts avec l'équipe des moins de 20 ans lors d'un match amical contre la France. Par la suite, il est convoqué afin de participer à des sessions de formation pour préparer la 18e édition de la Coupe du monde des moins de 20 ans. Il n'est pas retenu pour participer au tournoi.

## Statistiques
| Saison                | Club                    | Championnat           | Championnat | Championnat | Coupe nationale | Coupe nationale | Coupe de la Ligue | Coupe de la Ligue | Total | Total |
| Saison                | Club                    | Division              | M.          | B.          | M.              | B.              | M.                | B.                | M.    | B.    |
| 2009-2010             | FC Sochaux-Montbéliard  | Ligue 1               | 2           | 0           | -               | -               | -                 | -                 | 2     | 0     |
| 2010-2011             | FC Sochaux-Montbéliard  | Ligue 1               | 3           | 0           | 1               | 0               | -                 | -                 | 4     | 0     |
| 2011-2012             | FC Sochaux-Montbéliard  | Ligue 1               | 3           | 0           | 1               | 0               | -                 | -                 | 4     | 0     |
| 2012-2013             | FC Sochaux-Montbéliard  | Ligue 1               | 14          | 1           | 3               | 0               | -                 | -                 | 17    | 1     |
| 2013-2014             | FC Sochaux-Montbéliard  | Ligue 1               | 7           | 0           | 1               | 0               | 2                 | 0                 | 10    | 0     |
| Sous-total            | Sous-total              | Sous-total            | 29          | 1           | 6               | 0               | 2                 | 0                 | 37    | 1     |
| 2013-2014             | AC Arles-Avignon (prêt) | Ligue 2               | 13          | 2           | -               | -               | -                 | -                 | 13    | 2     |
| 2014-2015             | US Créteil-Lusitanos    | Ligue 2               | 11          | 2           | -               | -               | 1                 | 0                 | 12    | 2     |
| 2015-2016             | US Créteil-Lusitanos    | Ligue 2               | 24          | 2           | 1               | 0               | 1                 | 1                 | 26    | 3     |
| Sous-total            | Sous-total              | Sous-total            | 35          | 4           | 1               | 0               | 2                 | 1                 | 38    | 5     |
| 2016-2017             | Racing Besançon         | CFA 2                 | 13          | 3           | -               | -               | -                 | -                 | 13    | 3     |
| 2017-2018             | US Créteil-Lusitanos    | National              | 26          | 2           | 2               | 0               | 1                 | 0                 | 29    | 2     |
| 2018-2019             | Besançon Football       | National 3            | 19          | 9           | 2               | 0               | -                 | -                 | 21    | 9     |
| 2019-2020             | Besançon Football       | National 3            | 14          | 12          | -               | -               | -                 | -                 | 14    | 12    |
| 2020-2021             | Besançon Football       | National 3            | 6           | 3           | 1               | 0               | -                 | -                 | 7     | 3     |
| Sous-total            | Sous-total              | Sous-total            | 39          | 24          | 3               | 0               | -                 | -                 | 42    | 24    |
| 2021-2022             | Racing Besançon         | National 3            | 22          | 11          | 1               | 1               | -                 | -                 | 23    | 12    |
| 2022-2023             | Racing Besançon         | National 2            | 30          | 9           | 3               | 1               | -                 | -                 | 33    | 10    |
| 2023-2024             | Racing Besançon         | National 2            | 21          | 1           | 1               | 0               | -                 | -                 | 22    | 1     |
| 2024-2025             | Racing Besançon         | National 3            | 26          | 7           | -               | -               | -                 | -                 | 26    | 7     |
| Sous-total            | Sous-total              | Sous-total            | 99          | 28          | 5               | 2               | -                 | -                 | 104   | 30    |
| Total sur la carrière | Total sur la carrière   | Total sur la carrière | 254         | 64          | 17              | 2               | 5                 | 1                 | 276   | 67    |

## Palmarès
- Avec le  FC Sochaux-Montbéliard:
  - Finaliste de la Coupe Gambardella en 2010